# Austrochaperina archboldi
Espèce
Statut de conservation UICN

 DD  : Données insuffisantes
Austrochaperina archboldi est une espèce d'amphibiens de la famille des Microhylidae. 

## Répartition
Cette espèce est endémique de la division administrative des Hautes-Terres orientales en Papouasie-Nouvelle-Guinée. Elle n'est connue que par les spécimens découverts dans sa localité type, Arau, dans les monts Kratke à environ 1 400 m d'altitude,.

## Description
Austrochaperina archboldi mesure jusqu'à 35 mm pour les mâles et jusqu'à 38 mm pour les femelles. Sa coloration est claire avec de petites taches brunes.

## Étymologie
Son nom d'espèce, archboldi, lui a été donné en référence à Richard Archbold, sponsor et leader d'une série de sept expéditions en Nouvelle-Guinée entre 1933 et 1964 qui ont contribué à la connaissance de la biodiversité de l'île. 

## Publication originale
- Zweifel, 2000 : Partition of the Australopapuan microhylid frog genus Sphenophryne with descriptions of new species. Bulletin of the American Museum of Natural History, vol. 253, p. 1-130 (texte intégral).